# Frederick W. Sturckow
Frederick Wilford Sturckow, född 11 augusti 1961 i La Mesa i Kalifornien, är en amerikansk astronaut uttagen i astronautgrupp 15 den 9 december 1994.

## Karriär
Han var pilot inom USA:s marinkår, och har ungefär 5000 flygtimmar i 50 olika flygplanstyper, innan han började på Nasa. 
Sturckow blev utvald att påbörja astronaututbildning som rymdfärjepilot i december 1994 av Nasa. Fem månader sedan hade han bestämt sig för att påbörja den.
Han gjorde fyra olika flygningar med Nasas rymdfärjor.
2013 lämnade han Nasa och började senare samma år som pilot hos Virgin Galactic. Under en testflygning av farkosten VSS Unity i december 2018 nåde han tillsammans med Mark P. Stucky en höjd på 82,7 km.

### Familj
Frederick Wilford Sturckow är gift med Michele Sturckow. 

## Rymdfärder
- Endeavour - STS-88
- Discovery - STS-105
- Atlantis - STS-117
- Discovery - STS-128
- VSS Unity PF04
- Virgin Galactic Unity 21